# اندیس داشکسن۱
داشکسن۱ یک اندیس فلزی است که در حوالی شهر نخلیه استان سیستان و بلوچستان قرار دارد و مادهٔ معدنی موجود در آن، آرسنیک است.  